# Steinbach (Karower Landgraben)
Der Steinbach ist ein Bach, der im Westen Brandenburgs, im Landkreis Potsdam-Mittelmark auf der Karower Platte entspringt und nach Westen in Fiener Bruch nach Sachsen-Anhalt, in den Landkreis Jerichower Land fließt. Dort mündet er in den Karower Landgraben, dessen Wasser über den Fiener Hauptvorfluter und dem Elbe-Havel-Kanal der Havel zulaufen.

## Verlauf
Der knapp neuneinhalb Kilometer lange Bach entspringt relativ zentral auf der Karower Platte zwischen den Dörfern Warchau im Norden und Rogäsen im Süden. Der Steinbach ist das einzige natürliche Fließgewässer des Höhenzuges. Er fließt zunächst in direkt westlicher Richtung. Auf Höhe des Dorfes Zitz schwenkt der Bach leicht nach Nordwesten und fließt in einem seichten Tal südlich des Gollwitzer Berges. Unmittelbar bei Karow verlässt der Steinbach die Karower Platte und erreicht das zum Baruther Urstromtal gehörende Fiener Bruch. Hier befindet sich das einzige Brückenbauwerk im Verlauf, eine Straßenbrücke für die Kreisstraße 1203. Im Fiener Bruch ist das Bett des Baches grabenartig ausgebaut. Zwei bis drei Kilometer nordwestlich Karows mündet der Steinbach in den Karower Landgraben. Über weite Strecke fließt er durch das europäische Vogelschutzgebiet Fiener Bruch (SPA-Gebiet).